# Sierra Ancha

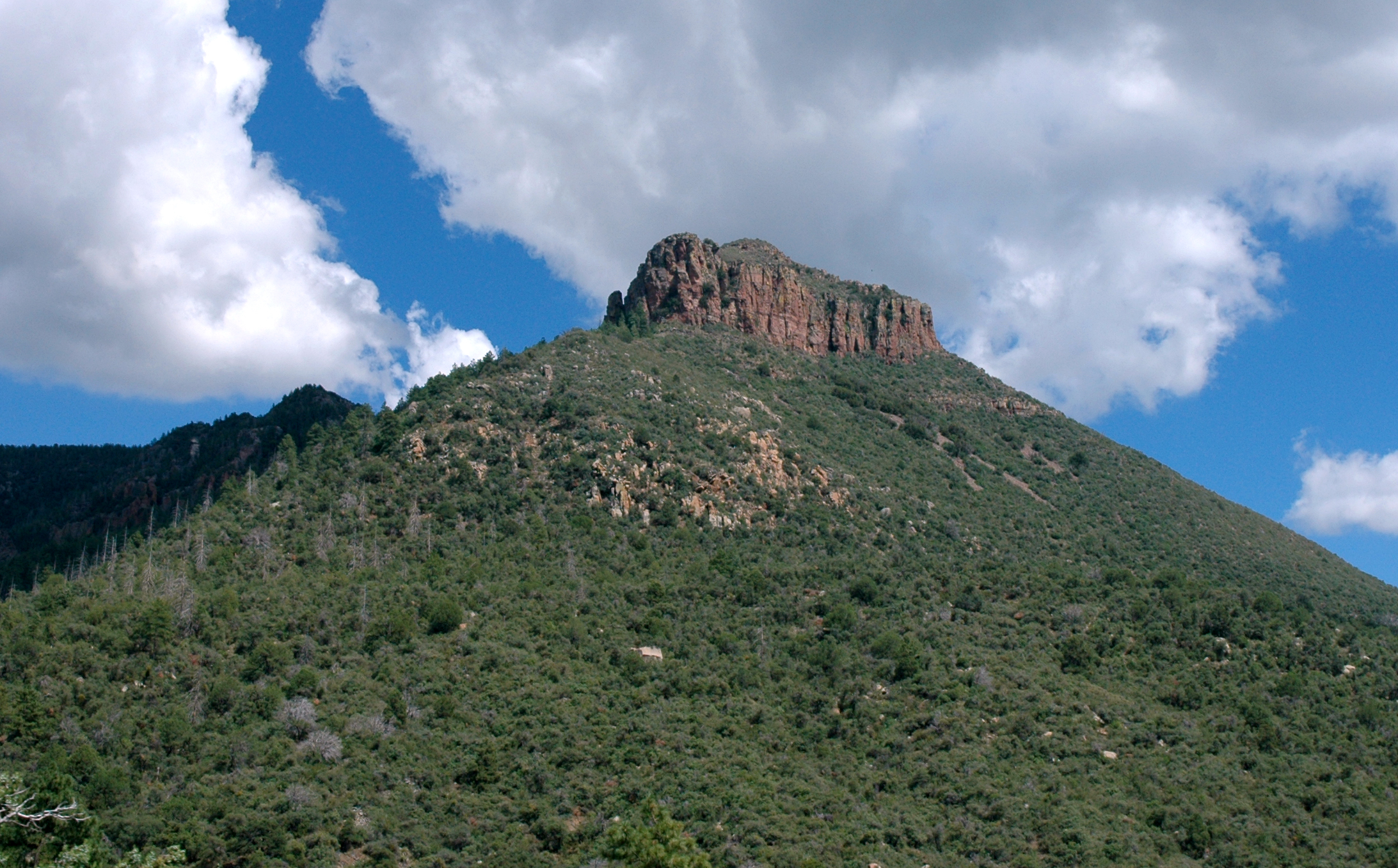
Pico de Grantham (6,591 ft) visto desde la interestatal 288, la principal vía que conduce hacia la Sierra Ancha desde el sur.

Sierra Ancha es una sierra del condado de Gila en el centro de Arizona. Está ubicada entre el lago de Roosevelt al sur, la cuenca de Tonto al oeste, el arroyo de Cherry al este y el valle Pleasant al norte.  Esta sierra es una de las que conforma la zona transicional de Arizona, las otras son la sierra de Bradshaw, sierra de Mingus en las Colinas Negras y la sierra de Mazatzal, las cuales se ubican entre las planicies desérticas del sur de Arizona y la meseta del Colorado del noreste de Arizona.  El punto más alta de la sierra es el pico Azteca con sus 2345 m.

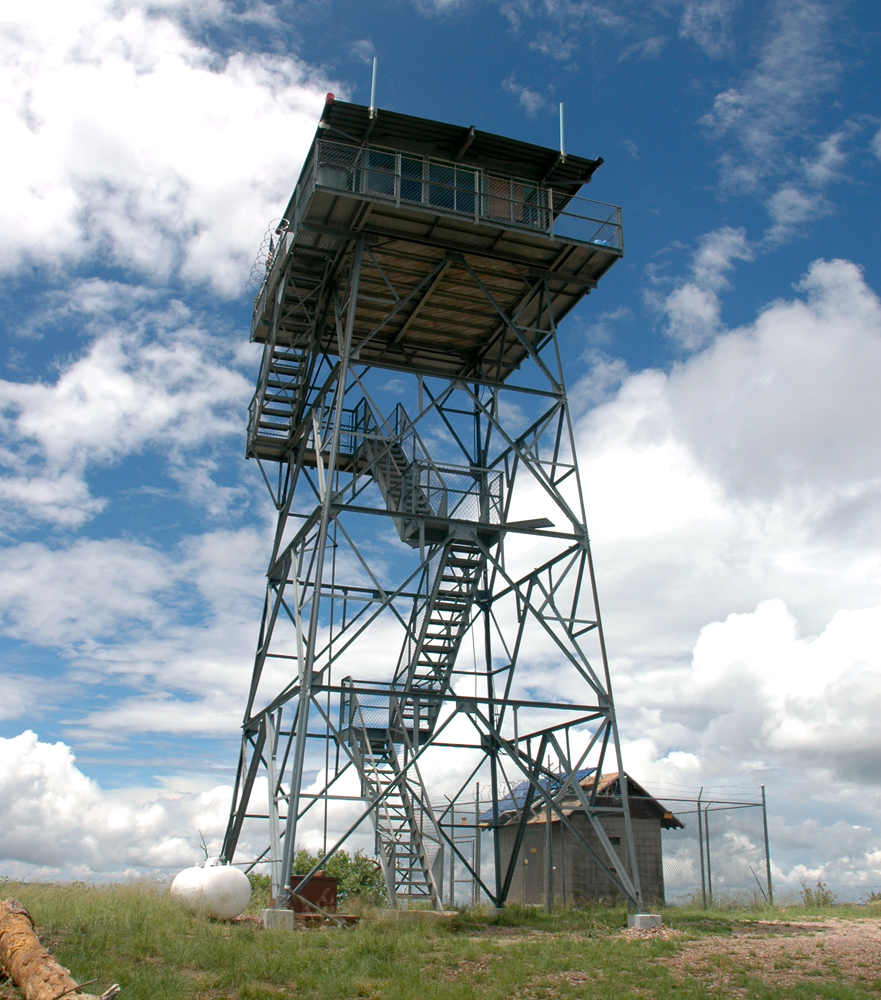
La cima del pico Azteca.